# Ким Ир Сен
Ким Ир Сен (кор. 김일성?, 金日成?, по Концевичу — Ким Ильсо́н, при рождении — Ким Сон Чжу (кор. 김성주?, 金成柱? или 金聖柱); 15 апреля 1912, Мангёндэ, Хэйан-Намдо, генерал-губернаторство Корея, Японская империя — 8 июля 1994, Пхеньян, КНДР) — корейский революционер, государственный, политический, военный и партийный деятель. Основатель КНДР и фактический руководитель этого государства в 1948—1994 годах как председатель Кабинета министров КНДР (1948—1972) и президент КНДР (1972—1994), хотя его реальная власть заключалась в должности Генерального секретаря ЦК Трудовой партии Кореи (1948—1994).
Основоположник северокорейской государственной идеологии — чучхе. С 1953 года — Маршал, с 1992 года — Генералиссимус КНДР. Его официальный титул как при жизни, так и после смерти — «Великий вождь товарищ Ким Ир Сен» (위대한 수령 김일성동지). 5 сентября 1998 года (через 4 года после смерти) за Ким Ир Сеном была закреплена должность вечного президента КНДР.
Придя к власти после окончания японского правления над Кореей в 1945 году и капитуляции Японии во Второй мировой войне в 1950 году, отдал приказ о вторжении в Южную Корею, что вызвало интервенцию во главе с США в защиту Южной Кореи. После военного тупика в Корейской войне в июле 1953 года было подписано соглашение о прекращении огня. Ким Ир Сен был третьим в XX веке по продолжительности пребывания на посту главы государства или правительства, не являющегося монархом, возглавляя страну свыше 45 лет.
Под его руководством в Северной Корее была установлена тоталитарная социалистическая персоналистская диктатура с централизованной плановой экономикой. У государства были очень тесные политические и экономические отношения с Советским Союзом. К 1960-м годам уровень жизни в Северной Корее был несколько выше, чем в Южной, которая страдала от политического хаоса и экономических кризисов. В 1970-х годах ситуация изменилась на противоположную: Южная Корея превратилась в экономическую державу, опиравшуюся на японские и американские инвестиции, военную помощь и внутреннее экономическое развитие, в то время как Северная Корея переживала стагнацию, а затем упадок. Между КНДР и СССР возникли различия, главным из которых стала северокорейская идеология чучхе, ориентированная на корейский национализм и самодостаточность.
Потеря экономической помощи от СССР негативно сказалась на экономике КНДР, что привело к массовому голоду в 1994 году. В этот период Северная Корея также продолжала критиковать присутствие в регионе сил обороны США, которые она считала империалистическими. В 1968 году она захватила американский корабль USS Pueblo. Это было частью кампании по проникновению и подрывной деятельности с целью объединения полуострова под властью КНДР.

## Биография

### Детство и юность
Биография Ким Ир Сена окутана мифами и легендами, и отделить правду от вымысла довольно нелегко. Согласно официальным данным, Ким Сон Чжу родился 15 апреля 1912 года в селе Намни волости Копхён уезда Тэдон (ныне Мангёндэ) недалеко от Пхеньяна в семье сельского учителя Ким Хён Чжика, который также подрабатывал траволечением по рецептам дальневосточной медицины. В одной из ранних биографий Ким Ир Сена, изданных в Японии при северокорейской поддержке ещё в 1964 году, говорится, что он родился в доме своей матери в Чхинчжоне, хотя и вырос в Мангёндэ.
По некоторым данным, семья Кимов была протестантской; так, мать будущего вождя — Кан Бан Сок (1892—1932) — была дочерью местного пресвитерианского священника. Как и большинство семей низовой корейской интеллигенции, Хён Чжик и Бан Сок жили небогато, временами в нужде. Северокорейская историография утверждает, что родители Ким Ир Сена были в числе руководителей национально-освободительного движения оккупированной японцами Кореи. По данным японских исследователей, Ким Хён Чжик действительно принимал участие в деятельности небольшой нелегальной националистической группы, созданной в 1917 году, хотя и не играл ведущей роли.
Сотрудничая более десяти лет с китайскими революционерами и будучи членом Коммунистической партии Китая, кроме родного корейского, владел китайским языком.

### Жизнь в Китае и участие в антияпонском движении
В 1920 году семья Кимов перебралась в Китай, в Маньчжурию, где маленький Ким Сон Чжу начал учиться в китайской школе. Спасая сына от японцев, 16 марта 1923 года отец послал его в «путь длиной в тысячу ли», в современном названии памятной даты — «Путь учёбы в тысячу ли», из посёлка Бадаогу, уезд Чанбай, Китай, в его родной Мангёндэ. 400-километровое расстояние между этими пунктами 11-летний мальчик одолел к 29 марта. Позднее, в Гирине, в старших классах школы Ким Сон Чжу вступил в подпольный марксистский кружок, созданный местной нелегальной организацией китайского комсомола. Кружок был почти сразу же раскрыт властями, и в 1929 году 17-летний Ким Сон Чжу, который был самым младшим из его членов, оказался в заключении, где провёл около полугода. Его отец, Ким Хён Чжик, умер ещё в 1926 году — смерть стала следствием подорванного в японской тюрьме здоровья.
25 апреля 1932 года Ким Ир Сен встал во главе вооружённого отряда участников антияпонского китайского партизанского движения. Примерно в это же время он принял псевдонимы Хан Бёль (Хан Бер; «Единственная Звезда») и Ким Ир Сен («Восходящее Солнце»). По официальной биографии, почти сразу же стал командовать партизанскими отрядами, а первой крупной боевой операцией стало нападение на уездный центр Дуннин 6 сентября 1933 года.
Молодой партизан быстро продвигался по службе, в 1934 году Ким Ир Сен был командиром 1-го взвода 3-й роты 2-й отдельной дивизии, которая вскоре была включена в состав 2-й партизанской армии. Через два года он занял пост командира 6-й дивизии, которую называли «дивизией Ким Ир Сена». В те годы «дивизией» нередко именовалось партизанское формирование в сотню-другую бойцов.
По одной из недоказанных версий, первой женой Ким Ир Сена была Ким Хё Сун, воевавшая в его отряде. В 1940 году эта женщина якобы попала в плен к японцам и, если верить слухам, была ими казнена. По другим рассказам, впоследствии она будто бы жила в КНДР и занимала различные ответственные посты среднего уровня. Достоверно известно, что ещё в Маньчжурии супругой Ким Ир Сена стала партизанка Ким Чен Сук, дочь корейского батрака. Ким Ир Сен затем вспоминал, что впервые увидел её в 1935 году, а вступил в брак пять лет спустя, в 1940 году.
4 июня 1937 года 200 партизан под командованием Ким Ир Сена пересекли японо-маньчжурскую границу и утром внезапно атаковали небольшой город Почхонбо, уничтожив местный жандармский пост и некоторые японские учреждения. Эта операция выдвинула Ким Ир Сена, так как стала первым успешным боем, проведённым партизанами непосредственно на территории Кореи, а не в корейских районах Маньчжурии.
Согласно агентурным донесениям Коминтерна, по состоянию на 1940—1941 годы Ким Ир Сен руководил боевыми действиями против японцев в юго-восточной Маньчжурии, занимая должность командующего 2-го направления 1-й Объединённой народной революционной армии.

### Жизнь в СССР
К концу 1940 года японцам в результате серии карательных операций удалось добиться разгрома большинства крупных партизанских отрядов Маньчжурии. В сентябре 1940 года представитель советского Дальневосточного фронта послал письма командирам антияпонских частей, пригласив на готовившееся Коминтерном совещание в Хабаровске. По воспоминаниям Ким Ир Сена, его группа перешла советско-маньчжурскую границу в ноябре. Несмотря на вооружённый инцидент (советские пограничники, не имевшие информации о корейцах, открыли по ним огонь), после нескольких дней эпидемиологического контроля партизан доставили в Посьет. Другие корейско-китайские группы эвакуировались в СССР в последующий период.
В декабре 1940 года китайские и корейские командиры партизанских отрядов Маньчжурии, а также представители Дальневосточного фронта приняли участие в созванном в Хабаровске секретном совещании, продолжавшемся вплоть до марта 1941 года. В ходе этих переговоров Ким Ир Сен впервые лично встретился со своим будущими ближайшими соратниками Ким Чхэком и Чхве Ён Гоном — корейскими командирами из северной Маньчжурии, впоследствии занимавшими ключевые военные и партийно-государственные посты в КНДР. На заключительном этапе совещание курировал новый начальник разведывательного отдела штаба Дальневосточного фронта полковник Наум Соркин, одновременно представлявший Коминтерн. Соркин и предыдущий руководитель разведотдела фигурируют в докладных записках Ким Ир Сена, подготовленных во время совещания, под общим псевдонимом «Ван Синлинь». Ким Ир Сен утверждал, что назначение Соркина отчасти стало следствием разногласий между его предшественником, требовавшим включения китайских и корейских кадров в состав Красной армии, и партизанами. Последние настаивали на сохранении «принципа самостоятельного характера революции в каждой стране», апеллируя в ходе конфликта к Иосифу Сталину и главе Коминтерна Георгию Димитрову.
По итогам хабаровского совещания была развёрнута база маньчжурских партизан в СССР — Северный лагерь под Хабаровском и Южный лагерь («лагерь В») в районе Уссурийска, где находились бойцы Ким Ир Сена. В этой местности он встретился с прибывшей на советскую территорию Ким Чен Сук, там же в марте 1941 года сделана первая известная общая фотография супругов.
В апреле 1941 года, согласно мемуарам президента КНДР и свидетельствам советских офицеров, Ким Ир Сен во главе малого отряда успешно перешёл советско-маньчжурскую границу в районе Хуньчуня (на этом участке сейчас соединяются территории Китая, КНДР и России), после чего длительный период времени вёл боевые операции в Маньчжурии и Корее. Корейские и китайские отряды в 1940-е годы аналогичным образом осуществляли долгосрочные рейды, базируясь на советском Дальнем Востоке.
В феврале 1941 года у Ким Ир Сена и Ким Чен Сук родился сын Ким Чен Ир, которого, по утверждению ряда авторов, в детстве называли русским именем Юрий. Данная практика являлась распространённой, в частности, сын председателя Коммунистической партии Китая Мао Цзэдуна Мао Аньин во время пребывания в СССР имел второе имя Сергей.
После консультаций с Наумом Соркиным в июле 1942 года Ким Ир Сен был зачислен в штат Красной армии под именем Цзин Жичен, став командиром 1-го стрелкового батальона 88-й отдельной стрелковой бригады. Данное подразделение было укомплектовано китайскими и корейскими партизанами, призванными в СССР нанайцами и советскими офицерами, будучи центром подготовки военных и политических кадров. 1-й батальон имел преимущественно корейский личный состав. Командиром бригады был назначен китаец Чжоу Баочжун — партизан из Северной Маньчжурии, хорошо знакомый с Ким Ир Сеном с 1930-х годов.
В результате создания 88-й отдельной стрелковой бригады Южный лагерь под Уссурийском был ликвидирован, база Ким Ир Сена и других партизан летом 1942 года переведена в Северный лагерь. Бригада располагалась в посёлке Вятское под Хабаровском. Ким Ир Сен, Кан Гон и некоторые другие будущие руководители КНДР жили в одном военном доме-общежитии.
С 1942 года Ким Ир Сен принимал участие в ряде учений Красной армии на Дальнем Востоке, с 1944 года вместе с кадрами бригады постоянно практиковался в прыжках с парашютом — после начала боевых действий против Японии готовилась массовая заброска корейских и китайских партизан в тыл противника. Этому плану помешала быстрая капитуляция Японии, в результате чего авиадесант был отменён, а сама бригада вскоре расформирована.

### Возвращение в Корею
Большинство солдат и офицеров 88-й бригады должно было ехать в освобождённые города Маньчжурии и Кореи, чтобы стать там помощниками советских комендантов и обеспечить взаимодействие советских военных властей с местным населением. Самым крупным городом Кореи, занятым советскими войсками, был Пхеньян, а самым высокопоставленным из офицеров-корейцев 88-й бригады — Ким Ир Сен, так что нет ничего удивительного в том, что именно он был назначен помощником пхеньянского коменданта. Он вернулся в Корею в звании капитана Красной армии, награждённого Орденом Красного Знамени как «активный участник партизанского движения в Маньчжурии по борьбе с японскими оккупантами с 1931 по 1940 годы». 14 октября 1945 года на пхеньянском стадионе состоялся митинг в честь Советской армии, на нём выступил командующий 25-й армией генерал-полковник Иван Чистяков, который представил собравшимся Ким Ир Сена как «национального героя» и «знаменитого партизанского вождя». После этого Ким Ир Сен произнёс речь в честь Красной армии. Так началось его восхождение к вершинам власти.
В декабре 1946 года Ким Ир Сен был назначен председателем Северокорейского оргбюро Коммунистической партии Кореи, а в феврале возглавил Временный народный комитет Северной Кореи. В 1948 году он стал премьер-министром КНДР. До вывода войск СССР в декабре 1948 года определяющее влияние на жизнь страны оказывали советские военные власти, в дальнейшем серьёзную роль играл советский посол.
Как и большинство высших руководителей КНДР, Ким Ир Сен поселился вместе с женой и детьми в центре Пхеньяна, в одном из особняков, которые раньше принадлежали японским офицерам и чиновникам. Его жизнь в этом особняке была омрачена двумя трагедиями — летом 1947 года утонул второй сын Ким Ир Сена Шура, а спустя два года, в сентябре 1949 года, его жена Ким Чен Сук умерла во время родов. Он на всю жизнь сохранил тёплое отношение к своей жене.

### Правление
По решению Потсдамской конференции Корея оказалась разделена по 38-й параллели на советскую и американскую зоны оккупации. Послевоенное будущее Кореи рассматривалось в декабре 1945 года на конференции Совета министров иностранных дел в Москве.
В Южной Корее к власти пришёл Ли Сын Ман. И Пхеньян, и Сеул выдвигали претензии на то, что именно их режим является единственно законной властью на полуострове. Дело шло к войне. Окончательное решение начать войну было принято, по-видимому, в марте 1950 года во время визита Ким Ир Сена в Москву и его бесед с Иосифом Сталиным. Этому визиту предшествовали долгие обсуждения как в Москве, так и в Пхеньяне. Ким Ир Сен принял активное участие в подготовке войны с Югом, которая началась внезапным ударом северокорейских войск утром 25 июня 1950 года, с первых дней войны он занял пост Верховного Главнокомандующего. Война шла с переменным успехом и позиции, которые занимали войска противостоящих сторон к 1951 году, оказались почти такими же, как те, с которых они начинали войну.
Первые годы после подписания перемирия ознаменовались серьёзными успехами северокорейской экономики, которая при поддержке СССР и Китая не только быстро ликвидировала ущерб, нанесённый войной, но и стала быстро продвигаться вперёд. В то же время КНДР экономически зависела как от СССР, так и от Китая, поэтому с началом советско-китайского раскола перед Ким Ир Сеном встала сложная задача. С одной стороны, он должен был, лавируя между Москвой и Пекином, создать возможность для проведения независимого политического курса, а с другой — сделать это так, чтобы ни СССР, ни Китай не прекратили помощь КНДР. На первых порах он склонялся к союзу с Китаем — этому способствовали культурная близость этих стран, связи китайских революционеров с корейскими в прошлом, а также недовольство Ким Ир Сена критикой Сталина, развернувшейся в СССР. Но ориентация на Китай вызвала осложнения — Советский Союз резко сократил помощь. Кроме того, начавшаяся в Китае «культурная революция» также заставила северокорейское руководство дистанцироваться от КНР, с середины 1960-х годов руководство КНДР стало проводить политику последовательного нейтралитета в советско-китайском конфликте. Порою эта линия вызывала острое недовольство и в Китае, и в СССР, но Ким Ир Сену удавалось вести дело так, что это недовольство ни разу не приводило к прекращению помощи.
В августе 1956 года была жестоко подавлена попытка внутрипартийной оппозиции отстранить Ким Ир Сена от власти. С конца 1950-х годов все руководящие посты оказались в руках соратников Ким Ир Сена по партизанской борьбе. На рубеже 1950-х — 1960-х годов в КНДР происходит утверждение идей чучхе. В промышленности утверждается Тэанская система, в рамках которой руководство предприятиями взяли на себя партийные комитеты. Корейская народная армия становится одной из самых больших по численности в мире (около 1 миллиона человек). Приусадебные участки и рыночная торговля объявляются буржуазно-феодальным пережитком и ликвидируются. Система, установленная в КНДР после того, как Ким Ир Сен получил полноту власти, оказалась гораздо менее эффективной, чем старая, действовавшая с конца 1940-х годов. С 1970-х годов экономика КНДР оказывается в состоянии стагнации, жизненный уровень населения начинает быстро снижаться. В этих условиях стабильность общества обеспечивается жёстким контролем над населением в сочетании с идеологической обработкой. Важнейшую роль в политической системе играли спецслужбы, во главе которых стоял Пан Хак Се, неукоснительно лояльный Ким Ир Сену и пользовавшийся его полным доверием.
В 1958 году Ким Ир Сен выступил с речью, в которой констатировал отсутствие у корейцев, проживающих в Японии, абсолютно всех прав человека и призывал их вернуться на родину, где обещал нормальные жизненные условия. Эта речь стала началом массовой репатриации корейцев, которая продолжалась вплоть до 1984 года под контролем Ассоциации северокорейских граждан в Японии.
В начале 1960-х годов, через полтора десятилетия после смерти Ким Чен Сук, Ким Ир Сен снова вступил в брак. Его женой стала Ким Сон Э, по слухам, в прошлом она была секретаршей начальника личной охраны Ким Ир Сена. Её влияние на политическую жизнь было минимальным.
В 1972 году был упразднён пост Председателя Кабинета министров КНДР, и Ким Ир Сен был избран на учреждённый для него пост Президента КНДР.
8 июля 1994 года Ким Ир Сен умер в Пхеньяне от сердечного приступа. После его смерти и последовавшим за ней трёхлетним трауром власть перешла к его сыну — Ким Чен Иру.
5 сентября 1998 года Верховное народное собрание КНДР утвердило поправки в Конституцию, упразднив пост Президента КНДР, который был вакантен со времени смерти Ким Ир Сена и провозгласив его «Вечным президентом КНДР» (почётный титул без формальных полномочий).

## Культ личности
Упрочение режима единоличной власти Ким Ир Сен сопровождал интенсивной кампанией самовосхваления. С 1960-х годов его культ личности приобрёл невиданные формы, с особой силой его восхваление началось после 1972 года, когда он отметил шестидесятилетний юбилей. У Ким Ир Сена было множество пышных титулов — Великий Вождь, Солнце Нации, Железный Всепобеждающий Полководец, Маршал Могучей Республики, Залог Освобождения Человечества и т. д. Все корейцы, достигшие совершеннолетия, были обязаны носить значки с его портретом. Его портреты помещались во всех жилых и служебных помещениях, в вагонах метро и поездов. На склонах корейских гор высекались многометровыми буквами здравицы в честь вождя. По всей стране ставились памятники только Ким Ир Сену и его родным, в день рождения вождя каждый кореец считал своим долгом возложить цветы к подножию одного из этих памятников. Изучение биографии Ким Ир Сена начиналось в детском саду, продолжалось в школах и вузах, его труды заучивались корейцами наизусть на специальных собраниях. Дети в детских садах хором благодарили вождя за своё счастливое детство. Все места, где побывал Ким Ир Сен, отмечены специальными мемориальными досками, объявлены национальной реликвией и тщательно оберегаются. Имя Ким Ир Сена упоминалось почти в любой северокорейской песне, а герои фильмов совершали невероятные подвиги, вдохновляемые своей любовью к нему. Пхеньянские обществоведы разработали специальную дисциплину «изучение революционных вождей» (кор. 혁명적 수령관), которая изучает особую роль вождя во всемирно-историческом процессе.
По образу жизни Ким Ир Сен существенно отличался от большинства диктаторов «второго мира». Хотя у него и был дворец на окраине столицы и множество резиденций по всей стране, он часто был в разъездах. Роскошный поезд Вождя (самолётов он не любил и предпочитал железную дорогу даже при поездках за границу) появлялся то там, то здесь, Ким Ир Сен приезжал на предприятия, в деревни, посещал учреждения и школы.
Примерно с начала 1970-х годов у Ким Ир Сена возникла идея сделать наследником своего сына Ким Чен Ира, учредив в КНДР нечто вроде монархии. С этого времени начинается стремительное продвижение Ким Чен Ира по карьерной лестнице. Слабые протесты против этого, раздававшиеся в середине 1970-х годов среди высших чиновников, окончились исчезновением недовольных. В 1980 году на VI съезде Трудовой партии Кореи Ким Чен Ир был провозглашён наследником своего отца. Пропаганда начала восхвалять его сверхчеловеческую мудрость с такой силой, с какой раньше она воспевала только деяния Ким Ир Сена. После смерти Ким Ир Сена в КНДР сохранился культ его личности, дополненный культом личности его сына и преемника.
Культ личности проявлялся, в том числе, в конструировании публичного облика, который не соответствовал объективной реальности. Например, начиная с конца 1970-х за правым ухом Ким Ир Сена стала развиваться опухоль, которая к концу жизни достигла внушительных размеров. Фотографировать лидера КНДР с ракурса, при котором опухоль была бы заметна, было запрещено, либо же такие снимки, сделанные фотографами из КНДР, ретушировались. На прямые вопросы об опухоли люди, которые могли её наблюдать, отвечали, что ничего не замечают.
В день рождения Ким Ир Сена в КНДР празднуют День Солнца.

## Захоронение
Тело покойного вождя в нетленном виде покоится в мемориальном комплексе «Кымсусан» — мавзолее, который в 1995 году был оборудован в бывшей пхеньянской президентской резиденции Ким Ир Сена. Он лежит в стеклянном саркофаге в одном из залов, доступ к которому открыт для тысяч паломников и иностранных гостей. Посетители молча кланяются телу вождя, небольшими группами обходя саркофаг с четырёх сторон. Во дворце Кымсусан хранятся некоторые вещи Ким Ир Сена, включая автомобиль и даже его личный бронированный железнодорожный вагон.

## Военная карьера
| Капитан РККА | Маршал КНДР         | Генералиссимус КНДР |
| ------------ | ------------------- | ------------------- |
|              |                     |                     |
| 1940-е годы  | 7 февраля 1953 года | 14 апреля 1992 года |

## Награды и звания
- Трижды Герой КНДР — 28 июля 1953, 15 апреля 1972, апрель 1982[25]
- Герой труда КНДР — 7 сентября 1958
- Орден «За вклад в Победу» — 2006 (посмертно)[26]
- Орден Красного Знамени (КНДР)
- Орден Золотой звезды (КНДР)
- Орден Государственного флага I степени (1953, КНДР)[27]
- Орден Свободы и Независимости I степени (1952, КНДР)
- Орден Карла Маркса (1982)[28]
- Орден Ленина (14.04.1972; 14.04.1987)
- Орден «Победа социализма»
- Орден Клемента Готвальда (29.1.1987)[29]
- Орден Свободы I степени (1956, Албания)[28]
- Орден Югославской большой звезды (1977)[28]
- Большой крест национального ордена Тысячи холмов (1978, Руанда)[28]
- Почётный доктор Университета Куайд-и-Азам в Пакистане[30]

## Семейное древо Кимов
|                          |                          |                          |                          |                          |                          |                         |                         |                           |                           |                           |                           | Ким Хён Джик (1894—1926)               | Ким Хён Джик (1894—1926)               | Ким Хён Джик (1894—1926)               | Ким Хён Джик (1894—1926)               | Ким Хён Джик (1894—1926)               | Ким Хён Джик (1894—1926)               |                        |                        |                        |                        |                        |                        | Кан Бан Сок (1892—1932) | Кан Бан Сок (1892—1932) | Кан Бан Сок (1892—1932) | Кан Бан Сок (1892—1932) | Кан Бан Сок (1892—1932)                    | Кан Бан Сок (1892—1932)                    |                                            |                                            |                                            |                                            |                        |                        |                        |                        |  |  |                          |                          |                          |                          |                          |                          |                       |                       |                          |                          |                          |                          |                          |                          |                        |                        |                        |                        |                        |                        |
|                          |                          |                          |                          |                          |                          |                         |                         |                           |                           |                           |                           | Ким Хён Джик (1894—1926)               | Ким Хён Джик (1894—1926)               | Ким Хён Джик (1894—1926)               | Ким Хён Джик (1894—1926)               | Ким Хён Джик (1894—1926)               | Ким Хён Джик (1894—1926)               |                        |                        |                        |                        |                        |                        | Кан Бан Сок (1892—1932) | Кан Бан Сок (1892—1932) | Кан Бан Сок (1892—1932) | Кан Бан Сок (1892—1932) | Кан Бан Сок (1892—1932)                    | Кан Бан Сок (1892—1932)                    |                                            |                                            |                                            |                                            |                        |                        |                        |                        |  |  |                          |                          |                          |                          |                          |                          |                       |                       |                          |                          |                          |                          |                          |                          |                        |                        |                        |                        |                        |                        |
|                          |                          |                          |                          |                          |                          |                         |                         |                           |                           |                           |                           |                                        |                                        |                                        |                                        |                                        |                                        |                        |                        |                        |                        |                        |                        |                         |                         |                         |                         |                                            |                                            |                                            |                                            |                                            |                                            |                        |                        |                        |                        |  |  |                          |                          |                          |                          |                          |                          |                       |                       |                          |                          |                          |                          |                          |                          |                        |                        |                        |                        |                        |                        |
|                          |                          |                          |                          |                          |                          |                         |                         |                           |                           |                           |                           |                                        |                                        |                                        |                                        |                                        |                                        |                        |                        |                        |                        |                        |                        |                         |                         |                         |                         |                                            |                                            |                                            |                                            |                                            |                                            |                        |                        |                        |                        |  |  |                          |                          |                          |                          |                          |                          |                       |                       |                          |                          |                          |                          |                          |                          |                        |                        |                        |                        |                        |                        |
|                          |                          |                          |                          |                          |                          | Ким Чен Сук (1917—1949) | Ким Чен Сук (1917—1949) | Ким Чен Сук (1917—1949)   | Ким Чен Сук (1917—1949)   | Ким Чен Сук (1917—1949)   | Ким Чен Сук (1917—1949)   |                                        |                                        |                                        |                                        |                                        |                                        | Ким Ир Сен (1912—1994) | Ким Ир Сен (1912—1994) | Ким Ир Сен (1912—1994) | Ким Ир Сен (1912—1994) | Ким Ир Сен (1912—1994) | Ким Ир Сен (1912—1994) |                         |                         |                         |                         |                                            |                                            |                                            |                                            |                                            |                                            |                        |                        |                        |                        |  |  |                          |                          |                          |                          |                          |                          | Ким Сон Э (1928—2014) | Ким Сон Э (1928—2014) | Ким Сон Э (1928—2014)    | Ким Сон Э (1928—2014)    | Ким Сон Э (1928—2014)    | Ким Сон Э (1928—2014)    |                          |                          | Ким Ён Чжу (1920—2021) | Ким Ён Чжу (1920—2021) | Ким Ён Чжу (1920—2021) | Ким Ён Чжу (1920—2021) | Ким Ён Чжу (1920—2021) | Ким Ён Чжу (1920—2021) |
|                          |                          |                          |                          |                          |                          | Ким Чен Сук (1917—1949) | Ким Чен Сук (1917—1949) | Ким Чен Сук (1917—1949)   | Ким Чен Сук (1917—1949)   | Ким Чен Сук (1917—1949)   | Ким Чен Сук (1917—1949)   |                                        |                                        |                                        |                                        |                                        |                                        | Ким Ир Сен (1912—1994) | Ким Ир Сен (1912—1994) | Ким Ир Сен (1912—1994) | Ким Ир Сен (1912—1994) | Ким Ир Сен (1912—1994) | Ким Ир Сен (1912—1994) |                         |                         |                         |                         |                                            |                                            |                                            |                                            |                                            |                                            |                        |                        |                        |                        |  |  |                          |                          |                          |                          |                          |                          | Ким Сон Э (1928—2014) | Ким Сон Э (1928—2014) | Ким Сон Э (1928—2014)    | Ким Сон Э (1928—2014)    | Ким Сон Э (1928—2014)    | Ким Сон Э (1928—2014)    |                          |                          | Ким Ён Чжу (1920—2021) | Ким Ён Чжу (1920—2021) | Ким Ён Чжу (1920—2021) | Ким Ён Чжу (1920—2021) | Ким Ён Чжу (1920—2021) | Ким Ён Чжу (1920—2021) |
|                          |                          |                          |                          |                          |                          |                         |                         |                           |                           |                           |                           |                                        |                                        |                                        |                                        |                                        |                                        |                        |                        |                        |                        |                        |                        |                         |                         |                         |                         |                                            |                                            |                                            |                                            |                                            |                                            |                        |                        |                        |                        |  |  |                          |                          |                          |                          |                          |                          |                       |                       |                          |                          |                          |                          |                          |                          |                        |                        |                        |                        |                        |                        |
|                          |                          |                          |                          |                          |                          |                         |                         |                           |                           |                           |                           |                                        |                                        |                                        |                                        |                                        |                                        |                        |                        |                        |                        |                        |                        |                         |                         |                         |                         |                                            |                                            |                                            |                                            |                                            |                                            |                        |                        |                        |                        |  |  |                          |                          |                          |                          |                          |                          |                       |                       |                          |                          |                          |                          |                          |                          |                        |                        |                        |                        |                        |                        |
| Сон Хе Рим (1937—2002)   | Сон Хе Рим (1937—2002)   | Сон Хе Рим (1937—2002)   | Сон Хе Рим (1937—2002)   | Сон Хе Рим (1937—2002)   | Сон Хе Рим (1937—2002)   |                         |                         |                           |                           |                           |                           | Ким Чен Ир (1941—2011)                 | Ким Чен Ир (1941—2011)                 | Ким Чен Ир (1941—2011)                 | Ким Чен Ир (1941—2011)                 | Ким Чен Ир (1941—2011)                 | Ким Чен Ир (1941—2011)                 |                        |                        | Ко Ён Хи (1952—2004)   | Ко Ён Хи (1952—2004)   | Ко Ён Хи (1952—2004)   | Ко Ён Хи (1952—2004)   | Ко Ён Хи (1952—2004)    | Ко Ён Хи (1952—2004)    |                         |                         | Ким Гён Хи (род. 1946)                     | Ким Гён Хи (род. 1946)                     | Ким Гён Хи (род. 1946)                     | Ким Гён Хи (род. 1946)                     | Ким Гён Хи (род. 1946)                     | Ким Гён Хи (род. 1946)                     |                        |                        |                        |                        |  |  | Чан Сон Тхэк (1946—2013) | Чан Сон Тхэк (1946—2013) | Чан Сон Тхэк (1946—2013) | Чан Сон Тхэк (1946—2013) | Чан Сон Тхэк (1946—2013) | Чан Сон Тхэк (1946—2013) |                       |                       | Ким Пхён Иль (род. 1954) | Ким Пхён Иль (род. 1954) | Ким Пхён Иль (род. 1954) | Ким Пхён Иль (род. 1954) | Ким Пхён Иль (род. 1954) | Ким Пхён Иль (род. 1954) |                        |                        |                        |                        |                        |                        |
| Сон Хе Рим (1937—2002)   | Сон Хе Рим (1937—2002)   | Сон Хе Рим (1937—2002)   | Сон Хе Рим (1937—2002)   | Сон Хе Рим (1937—2002)   | Сон Хе Рим (1937—2002)   |                         |                         |                           |                           |                           |                           | Ким Чен Ир (1941—2011)                 | Ким Чен Ир (1941—2011)                 | Ким Чен Ир (1941—2011)                 | Ким Чен Ир (1941—2011)                 | Ким Чен Ир (1941—2011)                 | Ким Чен Ир (1941—2011)                 |                        |                        | Ко Ён Хи (1952—2004)   | Ко Ён Хи (1952—2004)   | Ко Ён Хи (1952—2004)   | Ко Ён Хи (1952—2004)   | Ко Ён Хи (1952—2004)    | Ко Ён Хи (1952—2004)    |                         |                         | Ким Гён Хи (род. 1946)                     | Ким Гён Хи (род. 1946)                     | Ким Гён Хи (род. 1946)                     | Ким Гён Хи (род. 1946)                     | Ким Гён Хи (род. 1946)                     | Ким Гён Хи (род. 1946)                     |                        |                        |                        |                        |  |  | Чан Сон Тхэк (1946—2013) | Чан Сон Тхэк (1946—2013) | Чан Сон Тхэк (1946—2013) | Чан Сон Тхэк (1946—2013) | Чан Сон Тхэк (1946—2013) | Чан Сон Тхэк (1946—2013) |                       |                       | Ким Пхён Иль (род. 1954) | Ким Пхён Иль (род. 1954) | Ким Пхён Иль (род. 1954) | Ким Пхён Иль (род. 1954) | Ким Пхён Иль (род. 1954) | Ким Пхён Иль (род. 1954) |                        |                        |                        |                        |                        |                        |
|                          |                          |                          |                          |                          |                          |                         |                         |                           |                           |                           |                           |                                        |                                        |                                        |                                        |                                        |                                        |                        |                        |                        |                        |                        |                        |                         |                         |                         |                         |                                            |                                            |                                            |                                            |                                            |                                            |                        |                        |                        |                        |  |  |                          |                          |                          |                          |                          |                          |                       |                       |                          |                          |                          |                          |                          |                          |                        |                        |                        |                        |                        |                        |
|                          |                          |                          |                          |                          |                          |                         |                         |                           |                           |                           |                           |                                        |                                        |                                        |                                        |                                        |                                        |                        |                        |                        |                        |                        |                        |                         |                         |                         |                         |                                            |                                            |                                            |                                            |                                            |                                            |                        |                        |                        |                        |  |  |                          |                          |                          |                          |                          |                          |                       |                       |                          |                          |                          |                          |                          |                          |                        |                        |                        |                        |                        |                        |
| Ким Чен Нам (1971—2017)  | Ким Чен Нам (1971—2017)  | Ким Чен Нам (1971—2017)  | Ким Чен Нам (1971—2017)  | Ким Чен Нам (1971—2017)  | Ким Чен Нам (1971—2017)  |                         |                         | Ким Чен Чхоль (род. 1981) | Ким Чен Чхоль (род. 1981) | Ким Чен Чхоль (род. 1981) | Ким Чен Чхоль (род. 1981) | Ким Чен Чхоль (род. 1981)              | Ким Чен Чхоль (род. 1981)              |                                        |                                        | Ким Чен Ын (род. 1982)                 | Ким Чен Ын (род. 1982)                 | Ким Чен Ын (род. 1982) | Ким Чен Ын (род. 1982) | Ким Чен Ын (род. 1982) | Ким Чен Ын (род. 1982) |                        |                        | Ли Соль Чжу (род. 1989) | Ли Соль Чжу (род. 1989) | Ли Соль Чжу (род. 1989) | Ли Соль Чжу (род. 1989) | Ли Соль Чжу (род. 1989)                    | Ли Соль Чжу (род. 1989)                    |                                            |                                            | Ким Ё Чжон (род. 1987)                     | Ким Ё Чжон (род. 1987)                     | Ким Ё Чжон (род. 1987) | Ким Ё Чжон (род. 1987) | Ким Ё Чжон (род. 1987) | Ким Ё Чжон (род. 1987) |  |  | Чан Гём Сон (1977—2006)  | Чан Гём Сон (1977—2006)  | Чан Гём Сон (1977—2006)  | Чан Гём Сон (1977—2006)  | Чан Гём Сон (1977—2006)  | Чан Гём Сон (1977—2006)  |                       |                       |                          |                          |                          |                          |                          |                          |                        |                        |                        |                        |                        |                        |
| Ким Чен Нам (1971—2017)  | Ким Чен Нам (1971—2017)  | Ким Чен Нам (1971—2017)  | Ким Чен Нам (1971—2017)  | Ким Чен Нам (1971—2017)  | Ким Чен Нам (1971—2017)  |                         |                         | Ким Чен Чхоль (род. 1981) | Ким Чен Чхоль (род. 1981) | Ким Чен Чхоль (род. 1981) | Ким Чен Чхоль (род. 1981) | Ким Чен Чхоль (род. 1981)              | Ким Чен Чхоль (род. 1981)              |                                        |                                        | Ким Чен Ын (род. 1982)                 | Ким Чен Ын (род. 1982)                 | Ким Чен Ын (род. 1982) | Ким Чен Ын (род. 1982) | Ким Чен Ын (род. 1982) | Ким Чен Ын (род. 1982) |                        |                        | Ли Соль Чжу (род. 1989) | Ли Соль Чжу (род. 1989) | Ли Соль Чжу (род. 1989) | Ли Соль Чжу (род. 1989) | Ли Соль Чжу (род. 1989)                    | Ли Соль Чжу (род. 1989)                    |                                            |                                            | Ким Ё Чжон (род. 1987)                     | Ким Ё Чжон (род. 1987)                     | Ким Ё Чжон (род. 1987) | Ким Ё Чжон (род. 1987) | Ким Ё Чжон (род. 1987) | Ким Ё Чжон (род. 1987) |  |  | Чан Гём Сон (1977—2006)  | Чан Гём Сон (1977—2006)  | Чан Гём Сон (1977—2006)  | Чан Гём Сон (1977—2006)  | Чан Гём Сон (1977—2006)  | Чан Гём Сон (1977—2006)  |                       |                       |                          |                          |                          |                          |                          |                          |                        |                        |                        |                        |                        |                        |
|                          |                          |                          |                          |                          |                          |                         |                         |                           |                           |                           |                           |                                        |                                        |                                        |                                        |                                        |                                        |                        |                        |                        |                        |                        |                        |                         |                         |                         |                         |                                            |                                            |                                            |                                            |                                            |                                            |                        |                        |                        |                        |  |  |                          |                          |                          |                          |                          |                          |                       |                       |                          |                          |                          |                          |                          |                          |                        |                        |                        |                        |                        |                        |
|                          |                          |                          |                          |                          |                          |                         |                         |                           |                           |                           |                           |                                        |                                        |                                        |                                        |                                        |                                        |                        |                        |                        |                        |                        |                        |                         |                         |                         |                         |                                            |                                            |                                            |                                            |                                            |                                            |                        |                        |                        |                        |  |  |                          |                          |                          |                          |                          |                          |                       |                       |                          |                          |                          |                          |                          |                          |                        |                        |                        |                        |                        |                        |
|                          |                          |                          |                          |                          |                          |                         |                         |                           |                           |                           |                           |                                        |                                        |                                        |                                        |                                        |                                        |                        |                        |                        |                        |                        |                        |                         |                         |                         |                         |                                            |                                            |                                            |                                            |                                            |                                            |                        |                        |                        |                        |  |  |                          |                          |                          |                          |                          |                          |                       |                       |                          |                          |                          |                          |                          |                          |                        |                        |                        |                        |                        |                        |
| Ким Хан Соль (род. 1995) | Ким Хан Соль (род. 1995) | Ким Хан Соль (род. 1995) | Ким Хан Соль (род. 1995) | Ким Хан Соль (род. 1995) | Ким Хан Соль (род. 1995) |                         |                         |                           |                           |                           |                           | <неизвестный по имени сын> (род. 2009) | <неизвестный по имени сын> (род. 2009) | <неизвестный по имени сын> (род. 2009) | <неизвестный по имени сын> (род. 2009) | <неизвестный по имени сын> (род. 2009) | <неизвестный по имени сын> (род. 2009) |                        |                        | Ким Чжу Э (род. 2013)  | Ким Чжу Э (род. 2013)  | Ким Чжу Э (род. 2013)  | Ким Чжу Э (род. 2013)  | Ким Чжу Э (род. 2013)   | Ким Чжу Э (род. 2013)   |                         |                         | <неизвестный по имени ребёнок> (род. 2017) | <неизвестный по имени ребёнок> (род. 2017) | <неизвестный по имени ребёнок> (род. 2017) | <неизвестный по имени ребёнок> (род. 2017) | <неизвестный по имени ребёнок> (род. 2017) | <неизвестный по имени ребёнок> (род. 2017) |                        |                        |                        |                        |  |  |                          |                          |                          |                          |                          |                          |                       |                       |                          |                          |                          |                          |                          |                          |                        |                        |                        |                        |                        |                        |

## Зарубежные поездки
В качестве руководителя КНДР Ким Ир Сен совершил ряд зарубежных поездок, большинство из которых носили статус официального визита. Свой первый международный визит Ким Ир Сен нанёс в СССР в 1949 году, а последний — в КНР в 1991 году.

## Память
В честь Ким Ир Сена назван футбольный стадион в Пхеньяне, главный университет КНДР — Университет имени Ким Ир Сена, площадь в центре Пхеньяна, множество улиц и других объектов в других городах КНДР. По случаю семидесятилетия Ким Ир Сена в Пхеньяне установлена Триумфальная арка. Высшая государственная награда КНДР — Орден Ким Ир Сена.
Ежегодно в КНДР проходит фестиваль «Апрельская весна», приуроченный ко «Дню Солнца» — дню рождения Ким Ир Сена.
В совместном (СССР — КНДР) историко-патриотическом художественном фильме «Секунда на подвиг» (1985) образ Ким Ир Сена воплотил актёр Ли Ен Ир.
В СССР в 1951 году вышел сборник стихотворений Н. Грибачёва «Непокорённая Корея», где неоднократно восхваляется Ким Ир Сен, которому также посвящена заключительная поэма сборника. С середины 1950-х гг. отношение к Ким Ир Сену в советской пропаганде становится более сдержанным, он лишь упоминается среди многочисленных других руководителей дружественных государств.
Имя Ким Ир Сена неоднократно упоминается в песнях сибирской панк-рок группы «Гражданская оборона»: «Все идёт по плану» и «Паломники в Корею».
Мемориальная доска Ким Ир Сену открылась 1 ноября 2024 года на здании Ярославского вокзала в Москве. В церемонии открытия принимали участие министр иностранных дел Российской Федерации Сергей Лавров и министр иностранных дел КНДР Цой Сон Хи.

## Сочинения Ким Ир Сена
- Ким Ир Сен. Сочинения : в 50 т. / Ким Ир Сен. — Пхеньян : Изд. лит. на ин. яз., 1980—2009.
- Ким Ир Сен. В водовороте века : мемуары : в 8 т. / Ким Ир Сен. — Пхеньян : Изд. лит. на ин. яз., 1993—1998.
- Ким Ир Сен. О Чучхе в нашей революции : в 3 т. / Ким Ир Сен. — Пхеньян : Изд. лит. на ин. яз., 1980—1982.